# Nhà thờ Wies
Nhà thờ hành hương Wies (tiếng Đức: Wieskirche) là một nhà thờ Rococo hình bầu dục được thiết kế vào cuối thập niên 1740 bởi anh em Johann Baptist và Dominikus Zimmermann. Sau này người còn sống trong số họ cư ngụ gần đó trong 11 năm cuối cùng của cuộc đời mình Nhà thờ nằm trên đồi thấp dưới chân dãy núi Anpơ, thuộc Steingaden, Weilheim-Schongau, tiểu bang Bayern, Đức.

## Lịch sử
Năm 1738 một phụ nữ đã nhìn thấy nước mắt chảy xuống từ một tượng Chúa Giêsu bằng gỗ ọp ẹp. Phép lạ này khiến cho nhiều người hành hương đổ xô tới chiêm ngưỡng thánh tượng này. Họ đã cầu nguyện trước tượng Chúa Giêsu trên bàn thờ và nhiều người quả quyết là mình đã được lành bệnh nhờ phép lạ của Chúa.
Năm 1740 người ta xây một nguyện đường nhỏ để chứa thánh tượng, nhưng nguyện đường này đã sớm tỏ ra là quá nhỏ, không đủ chứa các tín đồ hành hương. Do đó tu viện Steingaden quyết định đặt kiến trúc sư Dominikus Zimmermann thiết kế, xây một nhà thờ riêng.
Dominikus Zimmermann đã dành ra 11 năm để thực hiện công trình này. Việc xây dựng diễn ra từ năm 1745 tới 1754. Phần nội thất được trang trí bằng loại vữa stucco theo truyền thống của trường phái Wessobrunner. "Tất cả được làm cho nhà thờ để làm cho (hiện tượng) siêu nhiên có thể nhìn thấy được. Các tượng điêu khắc và các tranh tường phối hợp với nhau sao cho tính thần thánh thiêng liêng thể hiện ở dạng có thể thấy được".
Một huyền thoại bình dân kể rằng bang Bayern đã có kế hoạch bán hoặc phá nhà thờ này trong thời kỳ thế tục hóa tài sản của giáo hội vào đầu thế kỷ 19, nhưng nhờ sự chống đối quyết liệt của các nông dân, ngôi nhà thờ độc đáo này mới được bảo toàn. Tuy nhiên các nguồn đáng tin cậy khác cho biết Bang đã quyết định tiếp tục dùng nhà thờ Wies làm nơi thu hút khách hành hương, dù có sự phản đối về kinh tế của tu viện Steingaden.
Nhà thờ Wies được UNESCO công nhận là di sản thế giới năm 1983 và đã được trùng tu lớn từ năm 1985 tới năm 1991.